# 弗拉迪米爾·彼得·柯本
弗拉迪米爾·彼得·柯本，「柯本」又譯「科本」（1846年9月25日—1940年6月22日），德國裔氣象學家、氣候學家、地理學家、植物學家，其中以氣候方面的成就最大。他發明的柯本气候分类法是最被廣泛使用的氣候分類法，於1918年發表首個完整版本，1936年發表最後修訂版。

## 傳記

### 家境
1846年9月25日，弗拉迪米爾·彼得·柯本生於俄羅斯帝國聖彼得堡。他的祖父是德國醫生，受俄羅斯帝國女皇葉卡捷琳娜二世邀請至俄羅斯帝國以改善當地衛生狀況，後來成為女王的私人醫生。他的父親彼得·柯本（Peter Köppen）是地理學家、歷史學家、古俄羅斯文化民族誌學家，對俄羅斯帝國科學家與西歐斯拉夫人的學術交流有重大貢獻。他的女婿是提出大陸漂移學說的阿尔弗雷德·魏格纳。

### 學業
1864年，柯本於俄羅斯帝國克里米亞辛菲羅波爾讀中學。1864年，於聖彼得堡大學修讀植物學。1867年，他轉校至海德堡大學；1870年，他於萊比錫大學發表博士論文。

### 事業
1872年，他於俄羅斯帝國從事植物學工作。1875年，他到德意志帝國漢堡出任海軍氣象台的海洋氣象部門主任。1940年6月22日，弗拉迪米爾·彼得·柯本卒於奧地利格拉茲。